# 2006 في المجر
فيما يلي قوائم الأحداث التي وقعت خلال عام 2006 في المجر.

## رياضة
- 6 أغسطس – جائزة المجر الكبرى 2006 الفائز جنسن باتون.

## أفلام
من الأفلام التي صدرت هذه السنة في المجر:
- 1 يناير – العالم السفلي: تطور من إخراج لين وايزمان.
- 1 يناير – إيراغون من إخراج Stefen Fangmeier [الإنجليزية]‏.

## وفيات

### فبراير
- 27 فبراير – فرينيك بيني (مواليد 1944) لاعب كرة قدم مجري.[1]

### أبريل
- 8 أبريل – فالنتين تلجدي (مواليد 1922) فيزيائي أمريكي.[2]

### يونيو
- 6 يونيو – تيبور فابيان (مواليد 1946) لاعب كرة قدم مجري.

### أغسطس
- 1 أغسطس – فيرينك سوسزا (مواليد 1923)

### سبتمبر
- 16 سبتمبر – جوجا كورموسزي (مواليد 1924) لاعبة كرة مضرب مجرية.[3]

### نوفمبر
- 17 نوفمبر – فيرينتس بوشكاش (مواليد 1927)[4]